# Кфар-Шмар'ягу
Кфар-Шмар'ягу (івр. כפר שמריהו) — місцева рада в Ізраїлі, що знаходиться в Тель-Авівському окрузі. Кфар-Шмар'ягу був заснований в 1937 році під час П'ятої алії в Ізраїль. Площа становить 2,6 км².
Кфар-Шмар'ягу безпосередньо примикає до міста Герцлія. Кфар-Шмар'ягу вважається одним з найпрестижніших і найбагатших місць проживання в Ізраїлі і складається в основному з вілл.